# Pilar (Bataan)
Pilar è una municipalità di quarta classe delle Filippine, situata nella Provincia di Bataan, nella Regione del Luzon Centrale.
Pilar è formata da 19 baranggay:
- Ala-uli
- Bagumbayan
- Balut I
- Balut II
- Bantan Munti
- Burgos
- Del Rosario (Pob.)
- Diwa
- Landing
- Liyang
- Nagwaling
- Panilao
- Pantingan
- Poblacion
- Rizal (Pob.)
- Santa Rosa
- Wakas North
- Wakas South
- Wawa